# شیر ایستاده در باد
شیر ایستاده در باد (به ژاپنی: 風に立つライオン) فیلمی درام به کارگردانی تاکاشی میکه محصول سال ۲۰۱۵ است. این فیلم در تاریخ ۱۴ مارس ۲۰۱۵ منتشر شد.